# Río Ambroz
El río Ambroz es un río corto de España, un afluente del río Alagón, afluente a su vez del Tajo, que discurre por el norte de la provincia de Cáceres (Extremadura). 
El río da nombre al valle por el que discurre, el Valle del Ambroz. En su recorrido discurre por 10 términos municipales, tiene como afluentes múltiples gargantas que discurren por algún municipio más. El río atraviesa el municipio de Hervás, capital de la Mancomunidad del Valle del Ambroz. 
Recibe también el nombre de río Cáparra a la altura del municipio del Guijo de Granadilla, en honor a las ruinas romanas de Cáparra, que riega en parte y da paso a ellas a través del puente romano de Cáparra.
En el año 1826, Sebastián de Miñano; en su Diccionario Geográfico Estadístico, publicado en Madrid, Tomo 1, dice: 
```
«
Ambroz, Rio de España, provincia de Estremadura, que nace en la sierra de Pinajarro, una de las de Bejar, engruesándose inmediatamente con el río Bolosano, y despues con las gargantas de Hornacinos, Regato de Baños, Gargantilla, Garganta ancha, la de Madrigal y otras menores, con las cuales corre en direccion de N. E. á S. O. por espacio de 8 leguas, y puede considerarse en tres trozos distintos. El primero desde su nacimiento hasta el pueblo de la Abadía engargantado entre suaves riberas durante 3 leguas, en la que vienen casi despeñadas sus aguas arrastrando grandes peñascos, por lo que sus vados solo son transitables por la gente de á pie, y para las caballerías tienen los puentes de Hervas, la Doncella, la Aldea-nueva del Camino y el de la Abadia. Desde este pueblo al puente de Caparra sigue durante 3 leguas, por una vega espaciosa, que toda ella puede considerarse como un continuo vado de piso firme, llano, de arena gorda y cascajo. Desde el puente de Caparra hasta el sitio de la Potrás, donde entra en Alagon, corre el espacio de 2 leguas con márgenes intransitables, aun mas agrias quo las del río Alagon, y en toda esta distancia no tiene vado alguno. En estío tiene muy corta corriente, y la pierde del todo algunos años. En invierno es vadeable luego que cesa la fuerza de las lluvias y aun durante estas, si no son escesivas
»
```

Sobre sus afluentes hay construidas diversas piscinas naturales que hacen del cauce del río un lugar visitado en la época estival, a excepción de la piscina natural de Abadía y la de La Granja, las cuales, están construidas en el mismo cauce del río.

## Flora y fauna
En los cursos de agua rápida que desembocan en el río podemos encontrar especies protegidas como el desmán ibérico. Además, dentro de la flora que los rodea, destacan adobes y castaños en la zona alta del valle y cerezos, ciruelos y huertas en la zona baja de este.

## Afluentes
- Arroyo de las Costeras, proveniente del Mirador de las Retuertas.
- Arroyo del Posturillo o del Horcajo, sobre el cual está construido el embalse de Hervás.
- Arroyo Majallana.
- Río Balozano, el cual tiene como afluente el río del Valle, que a su vez tiene como afluente el Río Angostura procedente del embalse de Navamuño en Cadelario, Salamanca.
- Río Gallego, el cual tiene como afluente el arroyo de las Tierras, proveniente del Pico Valdeamor.
- Río de Baños, sobre el que está construido el Pantano de Baños y el embalse de Arminán y el cual, tiene como afluente al río de la Garganta.
- Garganta de Andrés o Arroyo Romanillo.
- Garganta de la Buitrera, procedente del Puerto de Honduras y sobre la que está construida la piscina natural de Gargantilla.
- Arroyo de Valdematanza, proveniente de la provincia de Salamanca.
- Arroyo de Hornacinos (que desemboca en la Piscina natural de Abadía y sobre el que se encuentra construido más al norte, el embalse de la Maside, surtido de las aguas del arroyo de las Pillas y el arroyo de las Losillas procedente de la provincia de Salamanca) y el cual tiene como afluentes:
  - El arroyo de la Venta (que a su vez tiene como afluentes el arroyo del Pino y el arroyo del Risco, en Castilla y León).
  - El arroyo de los Muertos.
- Arroyo de la Fuente Blanca
- Arroyo de la Higuera, el cual tiene como afluentes al:
  - Arroyo Montesinos (que a su vez también, se nutre de las aguas de la Garganta Cámbara).
  - La Garganta Grande (sobre la que está construida la piscina natural de Segura de Toro).
  - La Garganta Ancha (la cual a su vez tiene afluentes como la Garganta Chotera del Canalizo y el arroyo de la Gargantilla), sobre la cual están construidas las piscinas naturales de Casas del Monte.
- Garganta Madrigala, la cual tiene como afluente al arroyo de las Gorroneras.
- Arroyo Mata Judíos, el cual tiene como afluente al arroyo de Juan Moreno.
- Arroyo de Valdesegura, el cual tiene como afluente al arroyo del Hornillo.
- Garganta Perdida o Primera, sobre la que está construida la presa del Embalse de la Jarilla y el Embalse de Cabezaolí y que tiene como afluente a la Garganta Cabera.
- Garganta de Recoba o del Salugral, que tiene como afluentes a:
  - La Garganta de la Cruz.
  - La Garganta de la Jara.
  - El arroyo de Castrejón, procedente de Cabezabellosa.
- Arroyo de Valdeciervo, de gran extensión, atraviesa la localidad de Zarza de Granadilla y tiene como afluentes al:
  - Arroyo de la Dehesa
  - Regato de Valdeviloria, el cual hace alusión al antiguo despoblado de Viloria.
  - Arroyo Donaldo.
  - Arroyo de la Argamasa.
- Arroyo de Tamujoso, en el cual se encuentra la Laguna de Carrones.
- Arroyo del Juncal.
- Embalse de Fresnedilla, construido a partir de las aguas del río Ambroz.